# ريناتو روجيرو
ريناتو روجيرو (9 أبريل 1930-4 أغسطس 2013) سياسي إيطالي. شغل منصب المدير العام لمنظمة التجارة العالمية من 1995 إلى 1999، وعمل لفترة وجيزة وزير خارجية إيطاليا في 2001.

## السيرة الشخصية
ولد ريناتو في نابولي في 9 أبريل 1930، وتخرج من جامعة نابولي في عام 1953 بدرجة في القانون. شغل مناصب وزير التجارة وفي العديد من الشركات الخاصة مثل شركة فيات وشركة الطاقة إيني. دخل روجيرو السلك الدبلوماسي بعد حصوله على شهادة في القانون من جامعة نابولي. بعد مسيرة مهنية رائعة، أصبح دبلوماسيًا رفيع المستوى يدير المواقف الصعبة في الثمانينات مثل أزمة سيجونيلا. وهو مشهور بقدرته على المفاوضة الصعبة وبالتالي حصل على لقب "روكي" روجيرو. في وقت وفاته في عام 2013، كان روجيرو سفيراً وكان يعمل لدى سيتي جروب. كان عضوا في اللجنة التوجيهية لمجموعة بيلدربيرغ.

### مرتبة الشرف
حصل روجيرو على وسام الكنز المقدس من قبل حكومة اليابان.